# Maineville
Maineville és una població dels Estats Units a l'estat d'Ohio. Segons el cens del 2000 tenia 885 habitants.

## Demografia
Segons el cens del 2000, Maineville tenia 885 habitants, 364 habitatges, i 258 famílies. La densitat de població era de 1.423,8 habitants per km².
Dels 364 habitatges en un 30,8% hi vivien nens de menys de 18 anys, en un 60,2% hi vivien parelles casades, en un 7,1% dones solteres, i en un 29,1% no eren unitats familiars. En el 26,1% dels habitatges hi vivien persones soles el 17,3% de les quals corresponia a persones de 65 anys o més que vivien soles. El nombre mitjà de persones vivint en cada habitatge era de 2,43 i el nombre mitjà de persones que vivien en cada família era de 2,94.
Per edats la població es repartia de la següent manera: un 22,3% tenia menys de 18 anys, un 6,7% entre 18 i 24, un 34,9% entre 25 i 44, un 21,5% de 45 a 60 i un 14,7% 65 anys o més.
L'edat mediana era de 38 anys. Per cada 100 dones de 18 o més anys hi havia 80,1 homes.
La renda mediana per habitatge era de 55.714 $ i la renda mediana per família de 65.089 $. Els homes tenien una renda mediana de 43.828 $ mentre que les dones 28.636 $. La renda per capita de la població era de 24.054 $. Aproximadament el 2% de les famílies i el 3,2% de la població estaven per davall del llindar de pobresa.

## Poblacions més properes
El següent diagrama mostra les poblacions més properes.